# Имитационное научение
Имитационное научение («обсервационное научение», «научение через наблюдение», «викарное научение» или «научение по образцу») — психотерапевтический метод, основанный на теории социального научения Альберта Бандуры. Этот метод используется в когнитивно-поведенческой психотерапии; он в заключается в том, что клиенту предлагается наблюдать и имитировать желательные паттерны (модели) поведения (например, поведение терапевта или ассистента терапевта). Для подкрепления желательных типов поведения используется «жетонная система вознаграждений» (англ. token economy) и прием, называемый термином «промптинг» (англ. prompting), то есть поддержка и поощрение со стороны терапевта, который подает пример. По мере закрепления желательных форм поведения подкрепление со стороны терапевта постепенно уменьшается. Этот прием обозначается термином «фейдинг» (англ.  fading).
Метод имитационного научения, в частности, используется для лечения навязчивых страхов: терапевт в присутствии клиента делает то, что клиент боится сделать сам.
В процессе терапии может использоваться не только «живая модель» (реальный человек), но и «символическая модель», которой может быть герой книги или образ, созданный воображением самого клиента. Используется также просмотр фильмов и документальных видеозаписей, демонстрирующих желательные формы поведения. При этом важно, чтобы клиент не только наблюдал на экране желательные типы поведения, но и видел, что в фильме эти типы поведения приводят к желаемым результатам для героя фильма (положительное подкрепление). Следует учесть, что эффективность данной методики увеличивается, если имеет место сходство модели с наблюдателем: чем выше сходство, тем более вероятно, что наблюдатель захочет имитировать модель и что он сумеет это сделать. Одной из форм научения по образцу является самомоделирование. Этот прием заключается в том, что терапевт производит видеозапись успешных моментов поведения клиента, а затем демонстрирует клиенту эту видеозапись.